# Haddaway
Nester Alexander Haddaway, eller bara Haddaway, född 9 januari 1965 i Port of Spain, är en trinidadisk-tysk eurodance-artist.
Han slog igenom 1993 med sin superhit "What Is Love?" och släppte senare singeln "Life". Därefter har han inte haft några stora hitlåtar men har fortsatt släppa skivor, bland annat gjorde han tio år senare en ny version av sin gamla hit som fick gå under namnet "What is love (Reloaded)".

## Diskografi

### Album
- 1993 – Haddaway - The Album
- 1995 –The Drive
- 1998 – Let's Do It Now
- 1999 – All The Best His Greatest Hits
- 2001 – My Face
- 2002 – The Greatest Hits
- 2002 – Love Makes
- 2005 – Pop Splits

### Singlar
- 1993 – What Is Love?
- 1993 – Life
- 1993 – I Miss You
- 1994 – Rock My Heart
- 1995 – Fly Away
- 1995 – Catch A Fire
- 1995 – Lover Be Thy Name
- 1997 – What About Me
- 1998 – Who Do You Love
- 1998 – You're Taking My Heart
- 1999 – What Is Love (The Millennium mixes)
- 2001 – Deep
- 2002 – Love Makes
- 2003 – What Is Love Reloaded
- 2005 – Spaceman
- 2005 – Missionary Man
- 2008 – I Love The 90s (feat. Dr. Alban)